# Regimentul 15 Infanterie (1918-1920)
Regimentul 15 Infanterie a fost o unitate de nivel tactic care s-a constituit la 27 octombrie/9 noiembrie 1918, prin mobilizarea unităților și subunităților existente pe timp de pace care au aparținut de Regimentul Războieni No. 15. Unitatea a făcut parte din organica Brigăzii 13 Infanterie, fiind dislocată în timp de pace în garnizoana Piatra Neamț. 
Unitatea a participat la acțiunile militare desfășurate pentru apărarea Marii Uniri,  în perioada de la declararea celei de-a doua mobilizări, la 27 octombrie/9 noiembrie 1918 și demobilizarea armatei, la 20 martie 1920; principalele operații s-au desfășurat în decursul războiului Româno-Ungar din 1919 (15 aprilie-6 august).
Anterior, în același an, unitatea a demobilizat după încheierea Păcii de la Buftea până la 23 mai/5 iunie. Ulterior, la 1/13 iunie 1918 comanda regimentului a fost preluată de către colonelul Alexandru Calmuschi, deoarece colonelul Teodor Pirici fusese mutat la comanda Regimentului 62 Infanterie.
Începând de la sfârșitul anului 1918 și pe parcursul anului următor, regimentul a fost mobilizat și a participat la operația de ocupare a liniilor de demarcație succesive în Transilvania. În acest cadru a fost implicat în lupta de la Zalău de la sfârșitul iernii 1919. 
A participat ulterior la campania din Ungaria, luptând în acțiunile ofensive ale Armatei României din aprilie 1919 și, după un intermezzo de 2 luni în țară, în cea de la vest de Tisa, pentru a ajunge în final până la nord de Budapesta.
A revenit în Muntenia în octombrie 1919, cu scopul de a contribui la buna desfășurare a primelor alegeri generale de după Marea Unire. La data de 1 decembrie 1918 trupele regimentului ajuns înapoi la Piatra Neamț, pentru a se demobiliza treptat până în primăvara anului 1921.

## Ocuparea liniei de demarcație din Transilvania
La 27 octombrie/9 noiembrie 1918 întreaga armată română a a trecut pe picior de război.Regimentul 15 Infanterie – care se găsea în garnizoana de reședință Piatra Neamț, a fost din nou mobilizat în cadrul Diviziei 7 Infanterie, aparținând astfel celor dintâi unități mobilizate în octombrie 1918, unități care urmau să opereze în Transilvania. Mobilizarea unităților și formațiunile diviziei s-a încheiat la 15/28 noiembrie 1918.
Aflat pe valea Bistricioarei, Tulgheș reprezenta prima localitate situată după graniță și în același timp punctul din care divergeau drumurile care mergeau spre Toplița și Ditrău.

### Spre noile aliniamente
În acest timp, un pluton al regimentului ajuns la Tulgheș (maghiară Gyergyótölgyes) s-a retras, pe fondul ostilității populației maghiare din zonă. Ca atare, la 4/17 noiembrie un detașament format din Compania a 6-a împreună cu o secție de mitraliere și condus de căpitanul Emil Curpen a plecat spre Tulgheș, pentru a restabili situația și a asigura paza localității. A ajuns acolo la 7/20 noiembrie, zi în care restul regimentului împreună cu o baterie a Regimentului 4 Artilerie si cu un escadron aparținând Regimentului 8 Calarași au plecat din Piatra Neamț sub comanda colonelului Anton Gherescu (comandantului Brigăzii 13 Infanterie), ca avangardă a Diviziei 7 Infanterie, divizie care urma să se concentreze în arealul Toplița (maghiară Maroshévíz), Ditrău (maghiară Ditró), Gheorgheni ( maghiară Gyergyószentmiklós). Avangarda s-au deplasat prin Bicaz și apoi pe valea Bistricioarei (maghiară Kis-Beszterce völgye) prin Borsec (maghiară Borszék) spre Toplița, cu misiunea de a asigura calea ferată de pe văile superioare ale Mureșului (maghiară Maros folyó) și Oltului (maghiară Olt folyó) și a împiedica distrugerea lucrărilor de artă.
| Imagine indisponibilă                                                                                         |  | Imagine indisponibilă |
| La stânga Palatul Administrativ din Târgu Mureș în 1911, iar la dreapta gara „Războieni” din Războieni-Cetate |  |                       |

La 11/24 noiembrie trupele de avangardă au depășit frontiera, la 17/30 noiembrie - 18 noiembrie/1 decembrie au intrat în Reghin (maghiară Szászrégen) și la 19 noiembrie/2 decembrie în Târgu Mureș (maghiară Marosvásárhely). Trupele regimentului au fost primele care au intrat în oraș.
| Imagine indisponibilă |  | Imagine indisponibilă |
| În stânga intrarea Regimentului 16 Infanterie „Suceava” în Cluj în 1918, iar în dreapta Bistrița – aici în perioada 1914-1918 |  |                       |

Ajunse la linia de demarcație reprezentată în sector de râul Mureș, trupele române inițial s-au oprit. Ulterior delimitării unei noi linii de demarcație – mai înaintate, trupele Diviziei a 7-a au primit ordin să avanseze spre Cluj (maghiară Kolozsvár). După ce au trecut prin Luduș (maghiară Marosludas), pe data de 6 decembrie 1918 trupele regimentului au trecut Mureșul și au ocupat gara Cucerdea Secuiască (maghiară Székelykocsárd). La inițiativa maiorului Vasile Nădejde - comandantul trupelor intrate în localitate, gara a fost redenumită Războieni, iar numele satului aflat în apropiere (Feldioara) a fost schimbat în Războieni-Cetate (maghiară Székelyföldvár). Pentru apărarea nodului de cale ferată de aici, în zonă a fost lăsat un batalion. La 11/24 decembrie – alături de Regimentul 16 Infanterie, Batalionul 2 din Regimentul 15 Infanterie a intrat in Cluj sub comanda maiorului Dumitru Coroamă.
Ca efect al unei noi deplasări spre vest a liniei de demarcație, trupele diviziei a 7-a au avansat până la aceasta. Batalionul 1 a fost dislocat la Năsăud (maghiară Naszód), Batalionul 2 mai întâi la Dej (maghiară Dés) și apoi la 24 decembrie 1918/6 ianuarie 1919 la Baia Mare (maghiară Nagybánya,) pentru a asigura siguranța minelor din zonă, iar Batalionul 3 la Bistrița (maghiară Beszterce), având misiunea de a asigura legaturile cu Moldova.
Deoarece în luna ianuarie detașamente ale Diviziei 7 Infanterie au întreprins acțiuni de dezarmare a localităților din zonele preluate, elemente ale Regimentului 15 Infanterie au dezarmat satele Bârsa (maghiară Dabjonújfalu) și Domnin (maghiară Dabjon), Deja (maghiară Désháza), Sălățig (maghiară Szilágyszeg), Nadișu Român (maghiară Hadadnádasd), Giurtelecu Hododului (maghiară Hadadgyőrtelek). Ca efect al comportării meritorii de la începutul campaniei și până în momentul respectiv, la 10/13 ianuarie unitatea a fost citată prin ordin de zi pe divizie. În ultima parte a lunii, trupele unității au fost dislocate pe linia de demarcație. Astfel Batalioanele 1 și 3 au preluat pozitiile de la Zalau (maghiară Zilah) si Țigani (Crișeni) (maghiară Cigányi), iar Batalionul 2 (care fusese o perioadă cantonat la Dej) s-a constituit din 15/28 februarie în rezervă a regimentului.
De ostașii unității este legat și un episod tragicomic petrecut în aprilie 1919, cum este cel al confiscării de către ostași a încălțămintei civililor din Jibou (maghiară Zsibó).

Teatrul de operații al Regimentului 15 Infanterie, în ultima parte a anului 1918 și primele luni ale anului 1919 (vezi mai jos comitatele Sătmar și Sălaj)
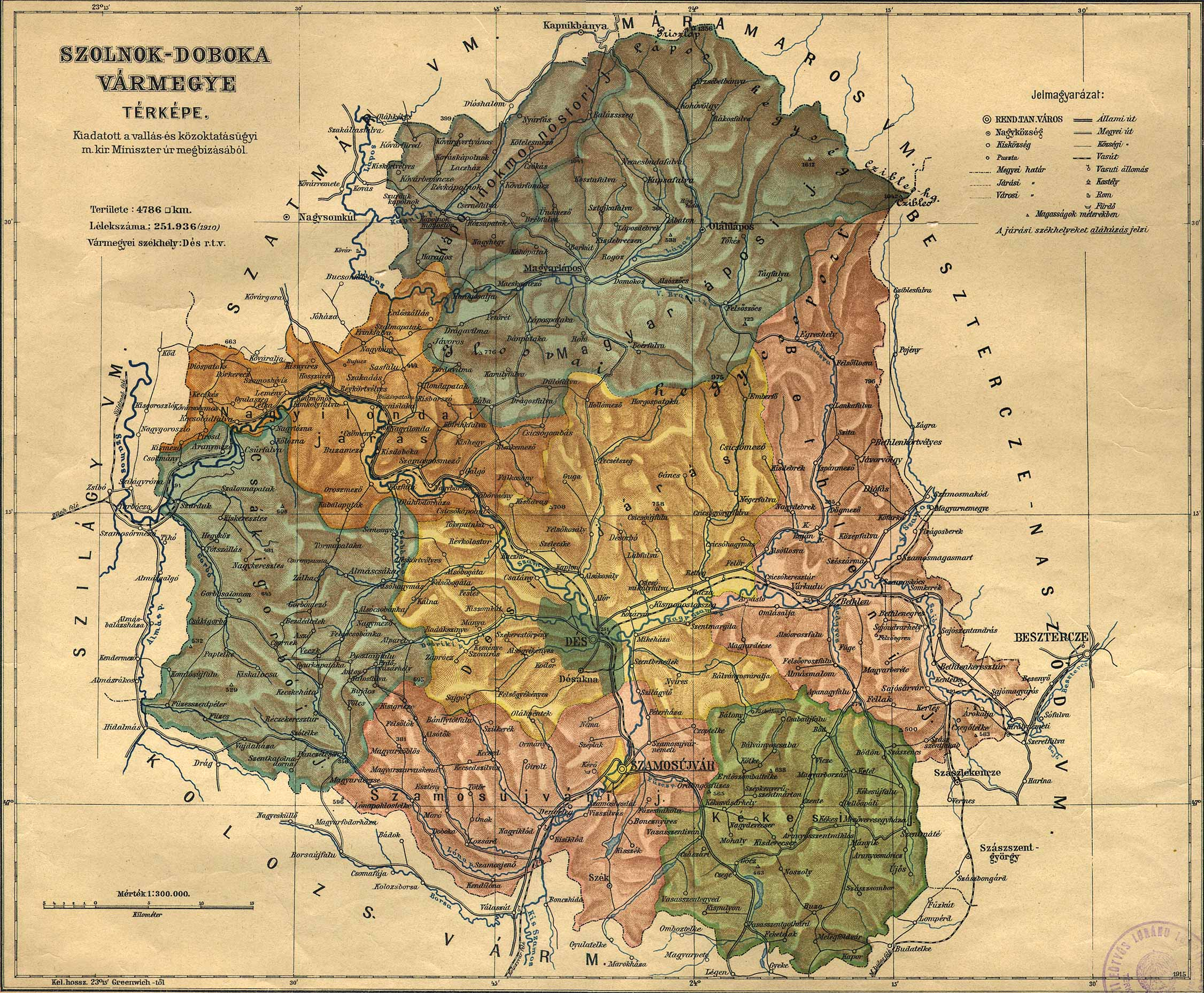
Comitatul Solnoc-Dăbâca (maghiară Szolnok-Doboka)
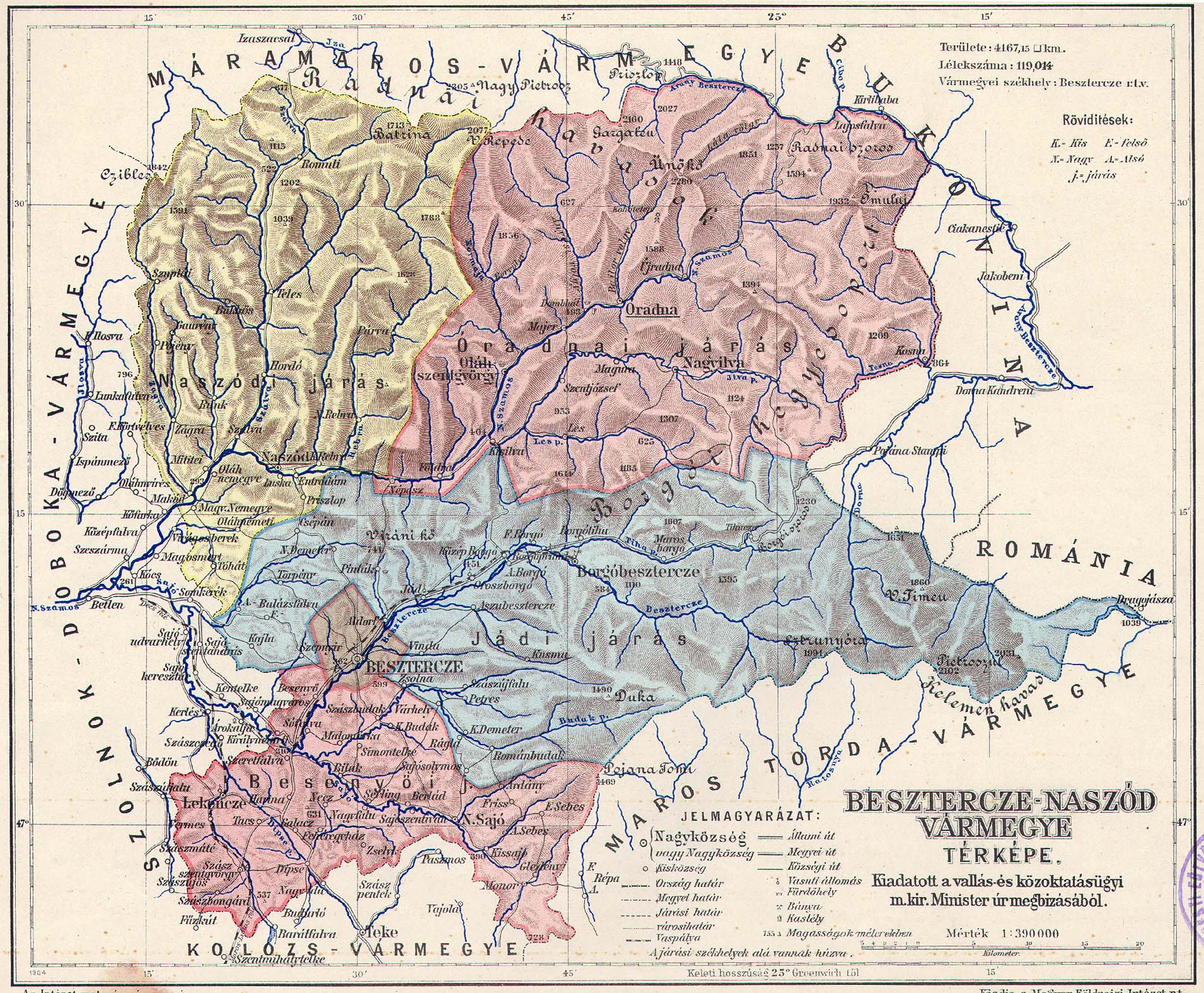
Comitatul Bistrița-Năsăud (maghiară Beszterce-Naszód)
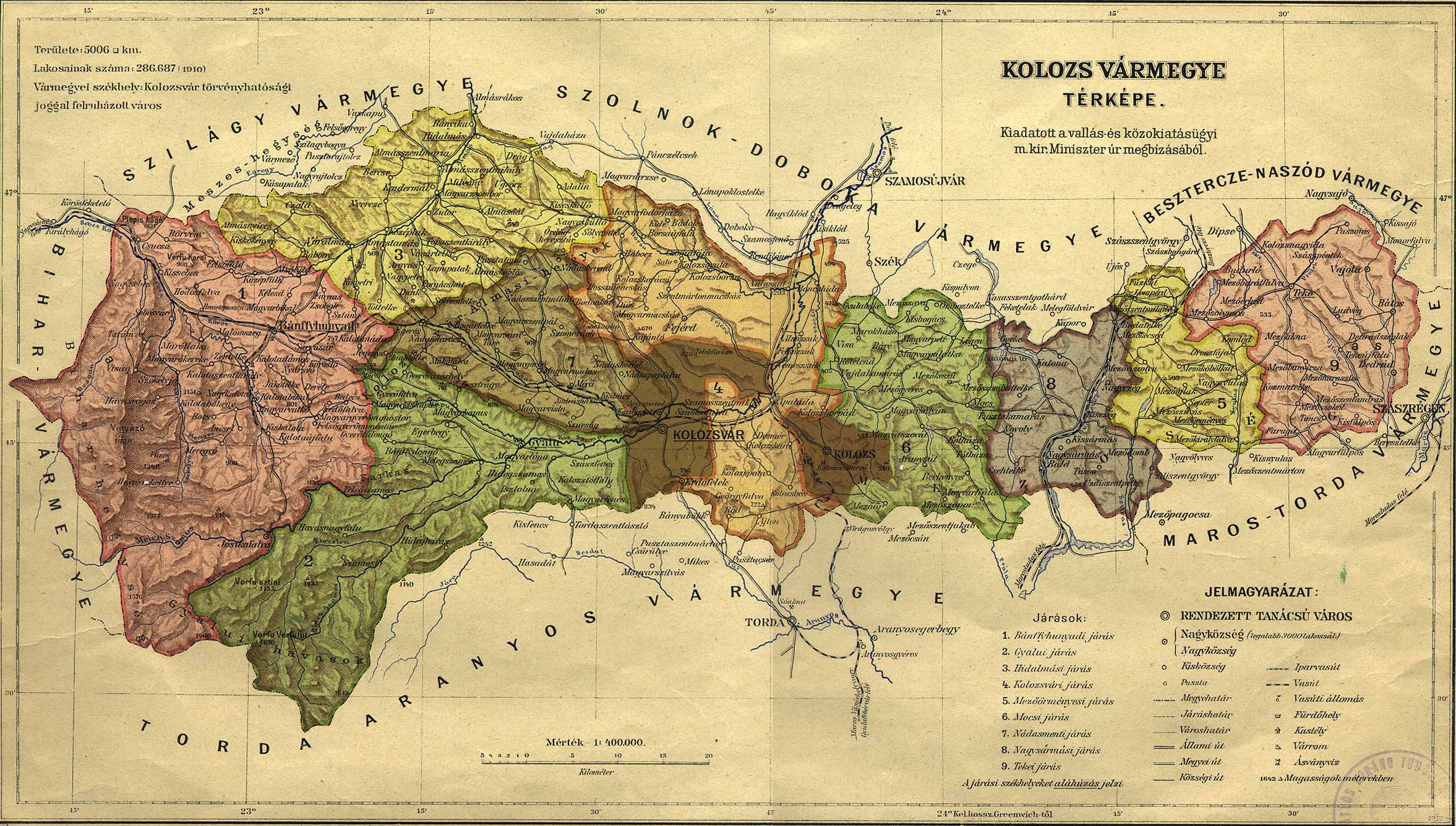
Comitatul Cluj (maghiară Kolozs)
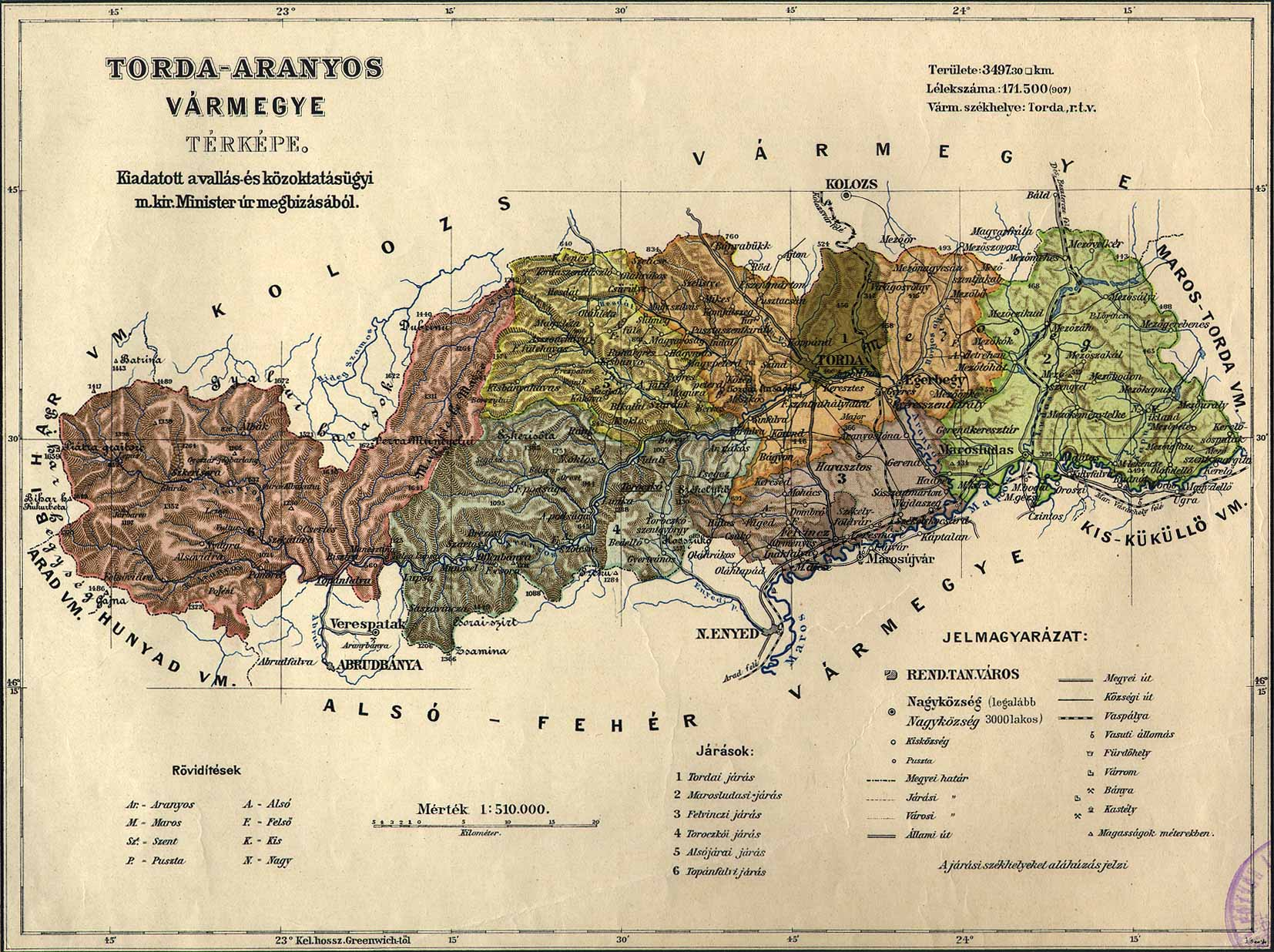
Comitatul Turda-Arieș (maghiară Torda-Aranyos)
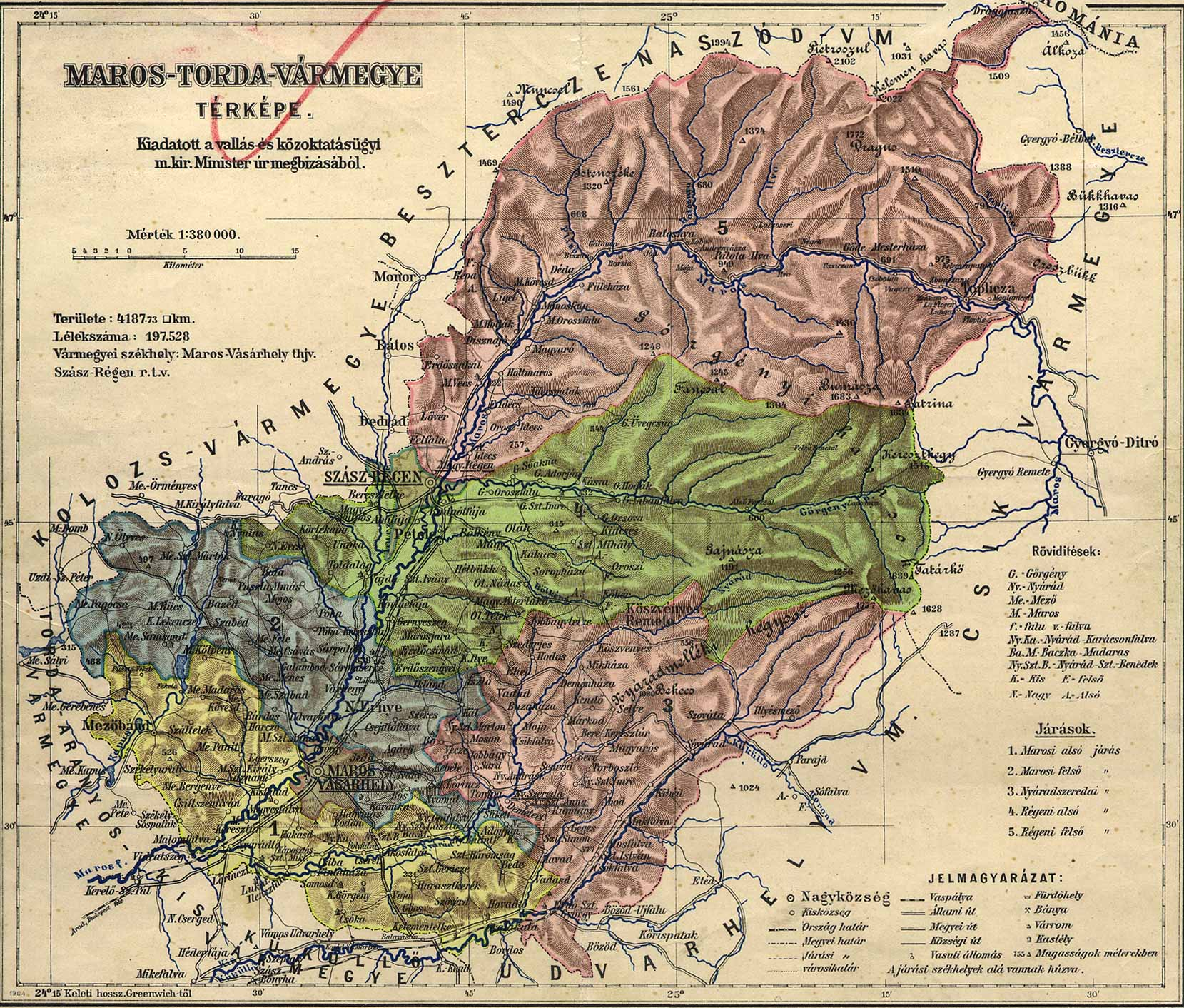
Comitatul Mureș-Turda (maghiară Maros-Torda)
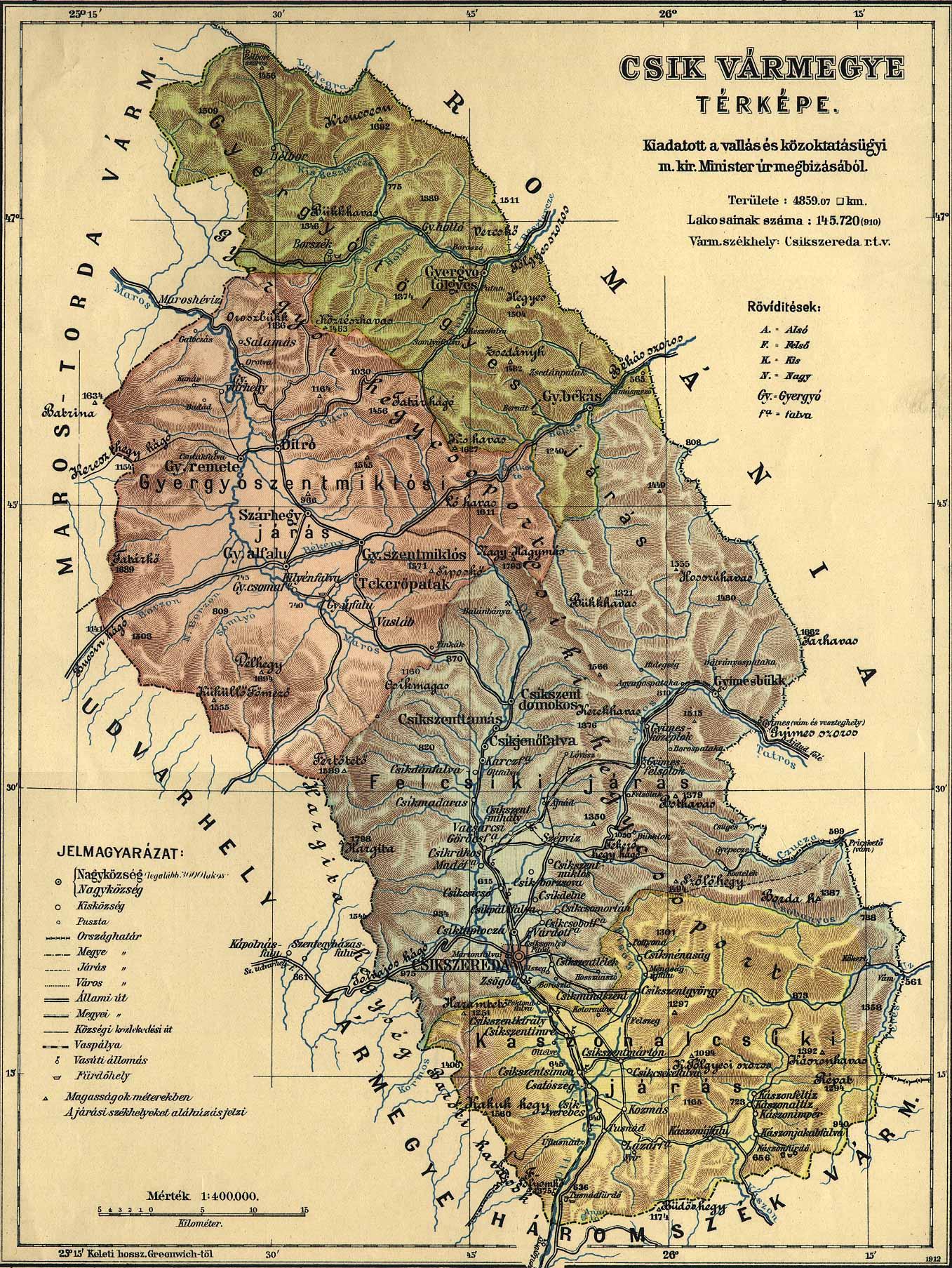
Comitatul Ciuc (maghiară Csík)

### Lupta de la Zalău
| Imagine indisponibilă |  | Imagine indisponibilă |
| În stânga se găsesc aliniamentele succesive ale liniei de demarcație spre care au fost dislocate trupele române după depășirea liniei Mureșului. În gri este figurată zona demilitarizată propusă de Aliați. În dreapta se află o hartă din 1915 a zonei. |  |                       |

Aflate în zona Zalăului, în noapte de 22 spre 23 februarie/7 spre 8 martie (8 spre 9 martie după altă sursă) 1919 trupele românești au fost atacate prin surprindere de trupele maghiare. Astfel, Batalionul 1 a fost surprins de subunități ale Diviziei de Secui întărite de circa 500 de foști prizonieri de război reveniți din Rusia, care trecuseră linia de demarcație între Crișeni și Zalău. Nevoit să se retragă, batalionul a lăsat în Zalău 8 ofițeri si 40 de soldați făcuți prizonieri de trupele maghiare (preotul militar al Regimentului 15 Infanterie, Ioan Partenie, avea să-și povestească ulterior, experiența din prizonierat). Orașul a fost recucerit la 25 februarie/10 martie după 2 zile de ocupație, în urma unui contraatac susținut de Regimentul 15 Infanterie împreună cu rezervele Brigăzii 13 Infanterie și cu susținere de artilerie. Ca urmare a luptelor din zonă în care au intervenit Batalioanele 1 și 2 (venit în ajutor), pierderile regimentului au fost de 5 morți, 10 raniți și 73 de dispăruți.

La data de 26 februarie 1919, Marele Cartier General, a solicitat comandamentului trupelor din Transilvania o anchetă, apreciind că pierderile de materiale și de prizonieri de la Zalău
„fac dovada că unitățile noastre au fost complet surprinse.”
 În urma raportului generalului Traian Moșoiu din 4 martie 1919 privitor la acest eveniment, Anton Gherescu – comandantul Brigazii 13 Infanterie și începând cu 1 aprilie 1919 colonelul Alexandru Calmuschi – comandantul Regimentului 15 Infanterie, au fost acuzați de incapacitate de acțiune și destituiți din funcție. De asemenea, generalul Constantin Neculcea a fost înlocuit la comanda Diviziei 7 Infanterie de generalul Constantin Dumitrescu. Comanda regimentului a revenit locotenent-colonelului Gheorghe Iordanescu.
„acțiunea desfașurată de trupele noastre nu a corespuns situației datorită șefilor [...] ce au dat probe de incapacitate, lipsă de inițiativă, șovaire și rău exemplu în cursul acțiuni [și fiind] lipsiți de inițiativă, au îngaduit inamicului timp de trei zile să stăpânească o localitate din care, printr-un contraatac energic putea fi scos imediat.”

## Războiul româno-ungar din 1919

### Ofensiva din aprilie 1919
După ce la date de 10 aprilie 1919 Guvernul României cu sprijinul  Regelui Ferdinand a decis trecerea la ofensivă, astfel încât trupele inamice să fie respinse dincolo de linia stabilită de Aliați la 26 februarie 1919, au avut loc unele restructurări ale dispozitivului trupelor și ale comandamentului acestora. Ca atare, Divizia 7 Infanterie a intrat în compunerea Grupului de Nord condus de generalul Traian Moșoiu. Planul de operații a atribuit acțiunea principală acestui grup, deoarece se afla în apropierea primelor obiective ce trebuiau atinse și dispunea de o configurație de teren și de căi de comunicație favorabile. De asemenea, planul a prevăzut ca Divizia 7 Infanterie să opereze în zona Hodod (maghiară Hadad) – Zalău. Aceasta urma să înainteze pe trei coloane de tăria unui regiment pe direcția Carei (maghiară Nagykároly) – Debrecen, având ca inamici în față pe soldații Regimentelor 23 și 32 Honvezi.
| Imagine indisponibilă                                                                                                |  | Imagine indisponibilă |
| La stânga o hartă care ilustrează Ofensiva Armatei României din aprilie 1919 spre Tisa. În dreapta Șimleu Silvaniei. |  |                       |

Fiind prevăzut să opereze la nord-vest de Zalău,Regimentul 15 Infanterie a intrat în compunerea coloanei de centru cu Batalionul 3 alături de Regimentul 27 Infanterie, două baterii de tunuri de câmp și una de obuziere, precum și în compunerea coloanei sudice cu Batalioanele 1 și 2 alături de o baterie de tunuri de munte.
Ofensiva a început în data de 16 aprilie 1919 la dimineața la ora 330, fiind devansată de atacuri ale trupelor ungare în diverse sectoare. Batalionul 1 alături de o baterie de tunuri munte – sub comanda maiorului Nădejde și Batalionul 2 împreună cu o baterie de tunuri de câmp – sub comanda maiorului Coroamă, au format două coloane. Cea condusă de maiorul Coroamă s-a lovit de o rezistență mai serioasă în pădurea Aranok. Aceasta a fost cucerită în timpul nopții și cele două coloane s-au reunit la data de 17 aprilie pentru a continua înaintarea spre Șimleul Silvaniei (maghiară Szilágysomlyó), oraș în care au intrat în jurul orei 17 a aceleiași zile. De asemenea, coloana centrală a diviziei a cucerit în seara zilei de 17 aprilie, Borla (maghiară Szilágysomlyó). La 19 aprilie subunitățile regimentului au intrat în Carei, iar la 23 aprilie și-au adus aportul la ocuparea orașului Debrecen, pe care trupele Diviziei 7 Infanterie l-au atacat pe la nord.
Odată cu ocuparea orașului Békéscsaba la 26 aprilie 1919 a fost finalizată ocuparea celei de-a doua linii de mari centre din câmpia Tisei. Pentru a acoperi retragerea unităților dinspre Oradea (maghiară Nagyvárad), Debrecen și Békéscsaba – care se deplasau convergent spre Szolnok și pentru a întârzia trupele române,  armata maghiară a organizat o linie de apărare într-un vast arc de cerc în spatele râurilor Criș (maghiară Körös) și Barcău (maghiară Berettyó). O linie înaintată de apărare la 6 km înaintea acestei linii principale a fost organizată de-a lungul canalului Hortobágy (maghiară Hortobágy-csatorna), canal cu o lățime de 10 m și o adâncime de 3-4 m.
| Imagine indisponibilă                                                                                      |  | Imagine indisponibilă |
| La stânga se află canalul Hortobágy, iar la dreapta podul peste canal de pe șoseaua Püspökladány – Karcag. |  |                       |

Poziția de pe canal a fost cucerită printr-un atac combinat în data de 28 aprilie, atac în care în timp ce un detașament din Divizia 6 Infanterie a atacat de front pe șoseaua Püspökladány – Karcag, trupele Diviziei 7 Infanterie – în cadrul cărora cele ale Regimentului 15 Infanterie au primit misiunea de a depăși canalul, au întors apărarea și au căzut în spatele liniei inamice. Astfel, dupa un bombardament puternic de artilerie, trupele inamice s-a retras. Sub comanda maiorului Coroamă, Batalionul 2 a preluat podul în seara de 28 aprilie și a format un cap de pod, la inițiativa comandantului. Tot din proprie inițiativă, Coroamă a trimis o companie în urmărirea inamicului. Aceasta a cucerit și orașul Karacag, astfel că la 29 aprilie dimineața, forțele principale ale unității au intrat în localitate. Ca efect, înaintarea trupelor Diviziei 6 Infanterie a fost ușurată.
La 30 aprilie Divizia 7 Infanterie a atins Tisa (maghiară Tisza), iar la 1 mai regimentul și-a adus aportul la cucerirea orașului Tiszafüred (punct secundar de retragere a trupelor inamice peste râu), respingând trupele inamice peste cursul de apă.
Unitatea a fost cantonată până la 14 mai în oraș, după care în perioada 15-31 mai 1919 trupele Diviziei 7 Infanterie au fost transportate în nordul Moldovei. Acestea au fost concentrate în zona Botoșani–Rădăuți–Suceava–Fălticeni, Regimentul 15 Infanterie rămânând dislocat la Rădăuți până la 23 iulie 1919. O evaluare făcută în data de 31 mai, a indicat un efectiv al unității de 65 de ofițeri, 1918 trupă și un inventar existent de 291 de cai, 20 de boi și 79 de trăsuri.

Teatrul de operații al Regimentului 15 Infanterie, în timpul ofensivei din aprilie 1919
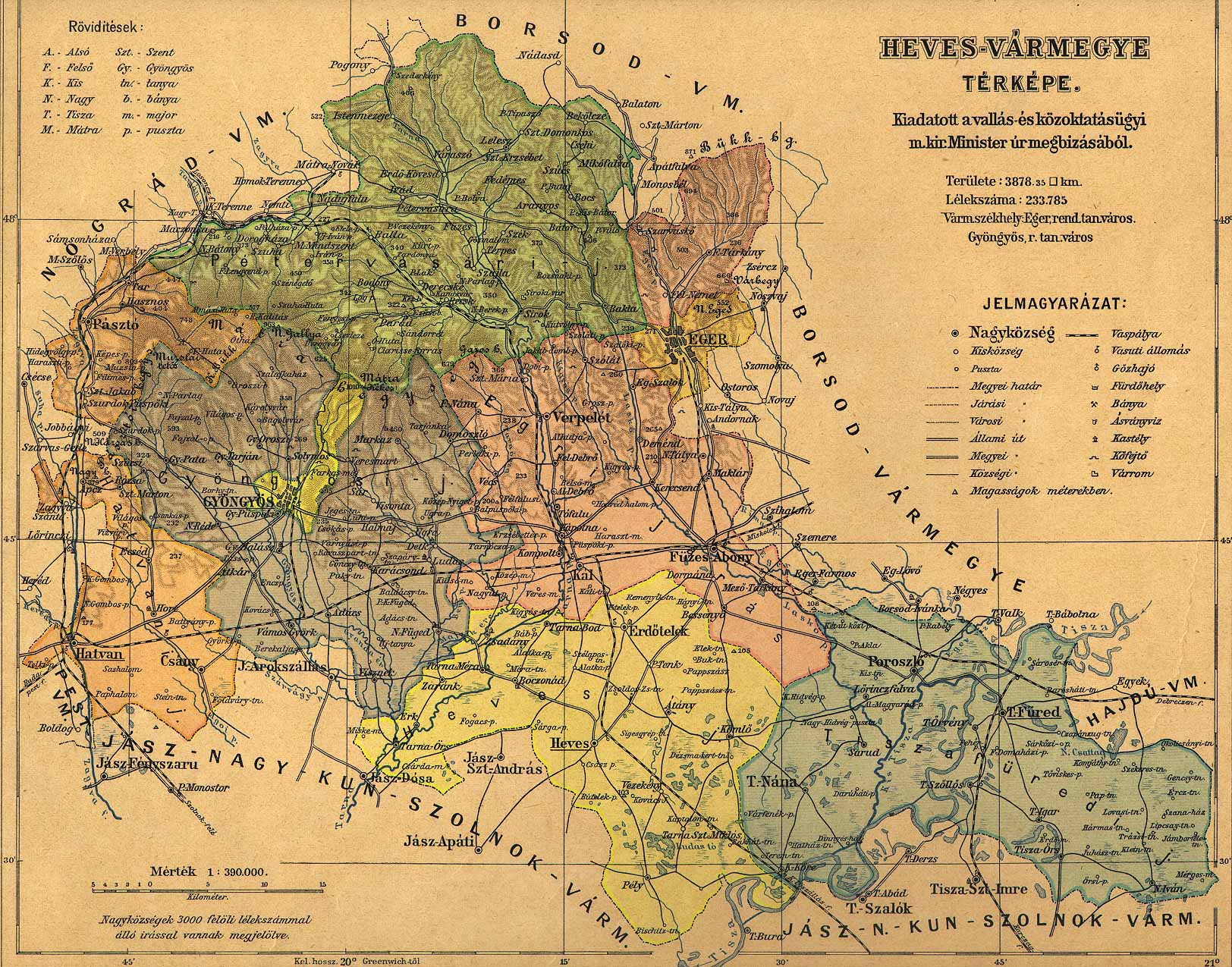
Comitatul Heves
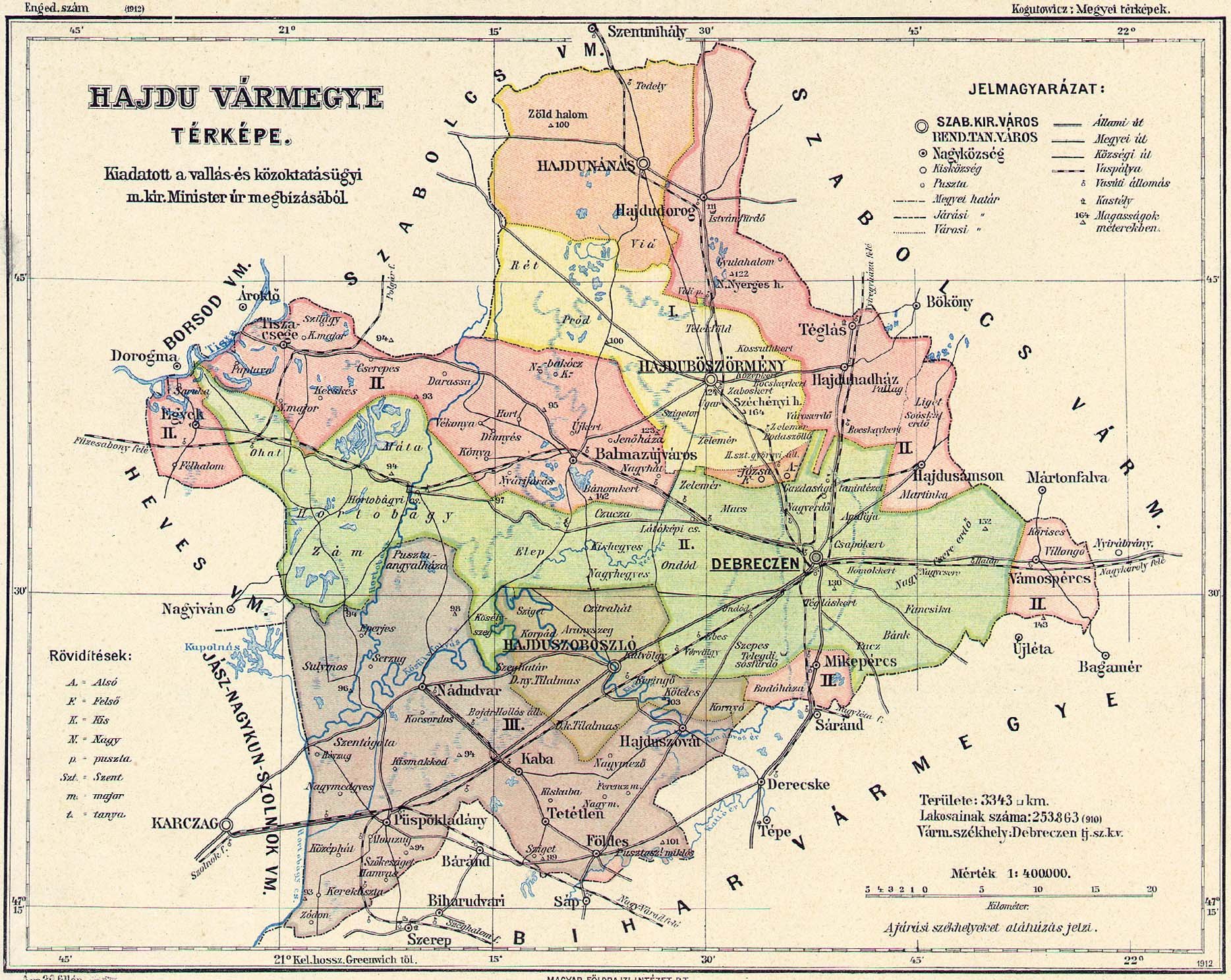
Comitatul Hajdú
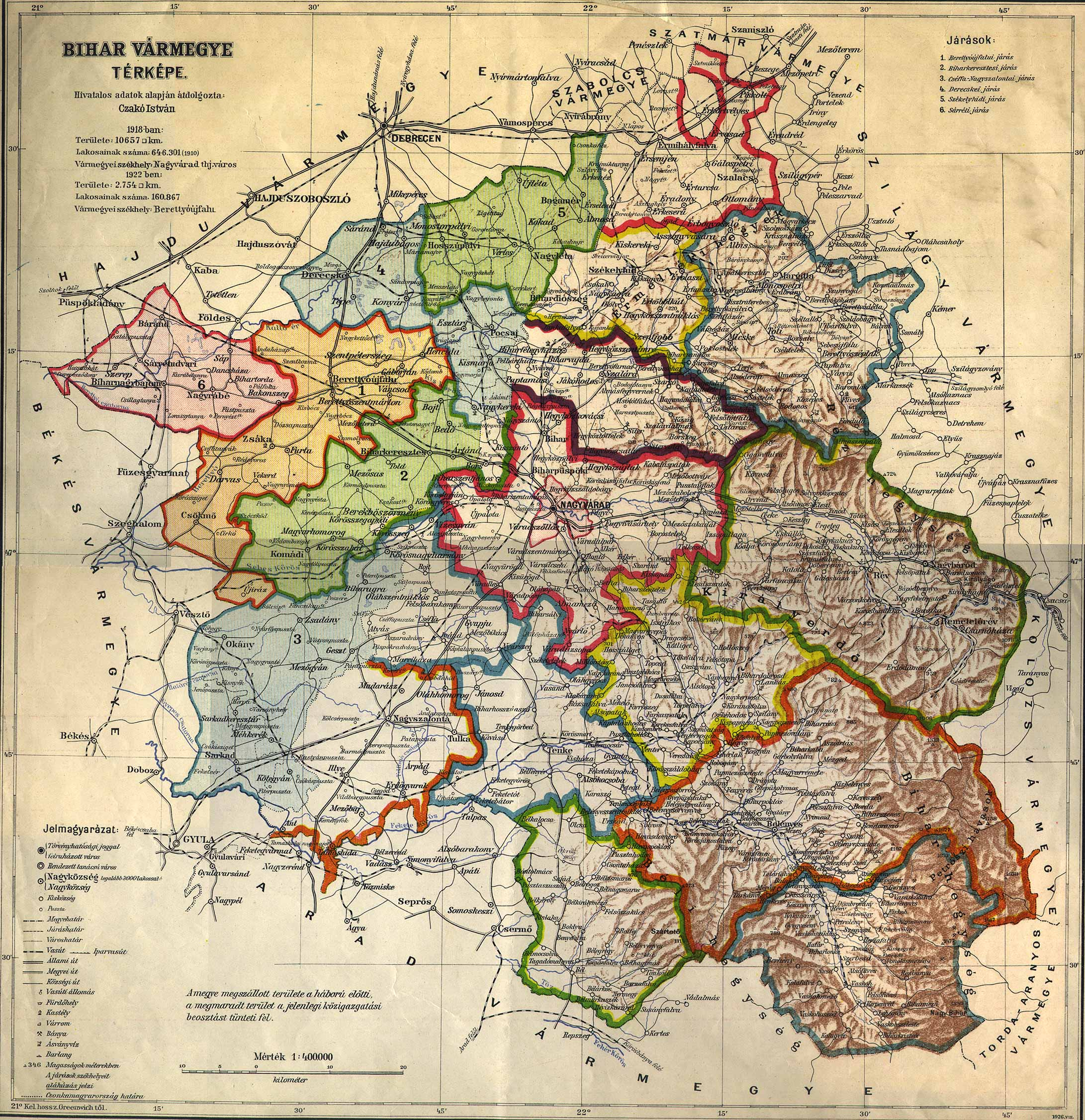
Comitatul Bihor (maghiară Bihar)
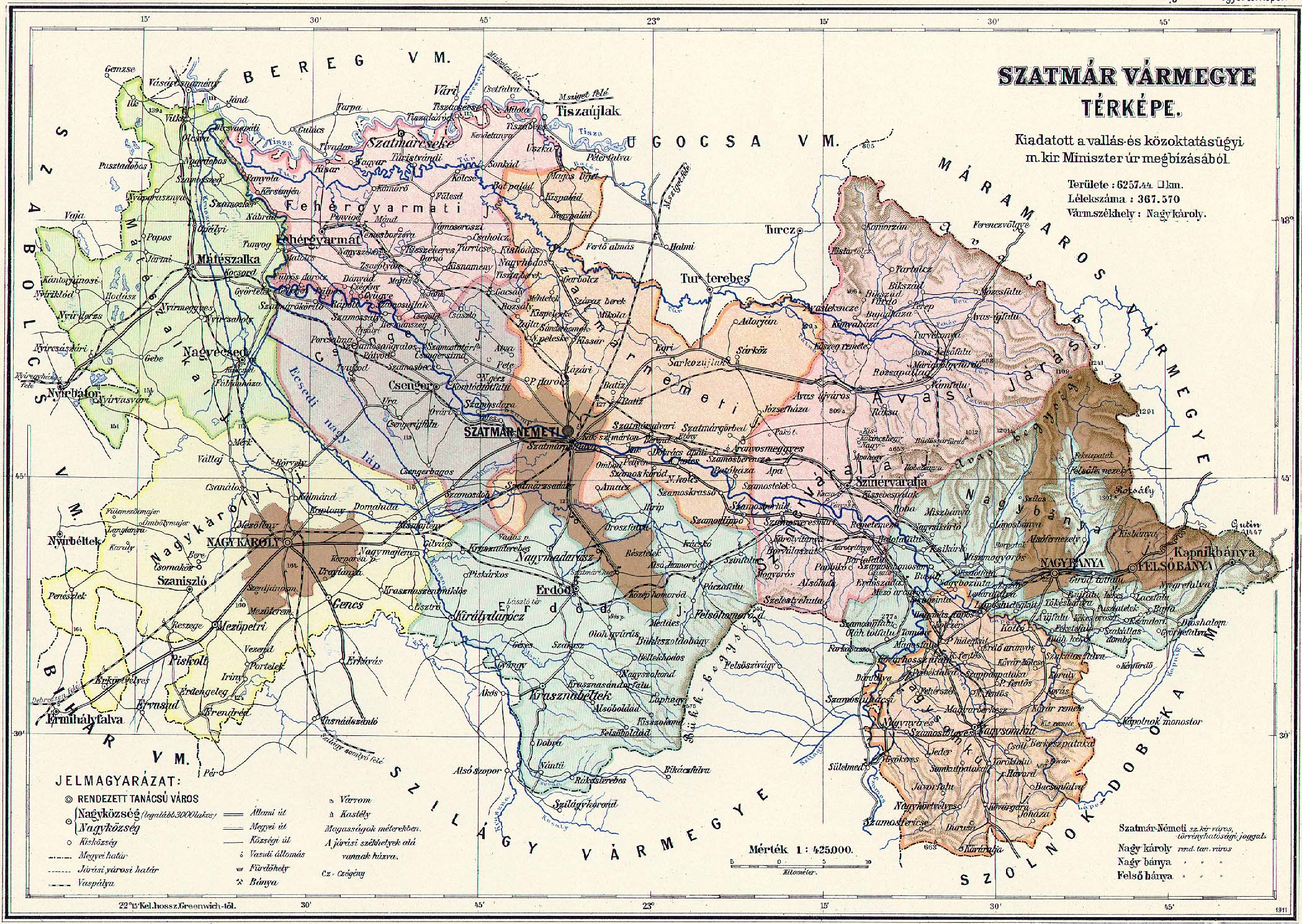
Comitatul Sătmar (maghiară Szatmár)
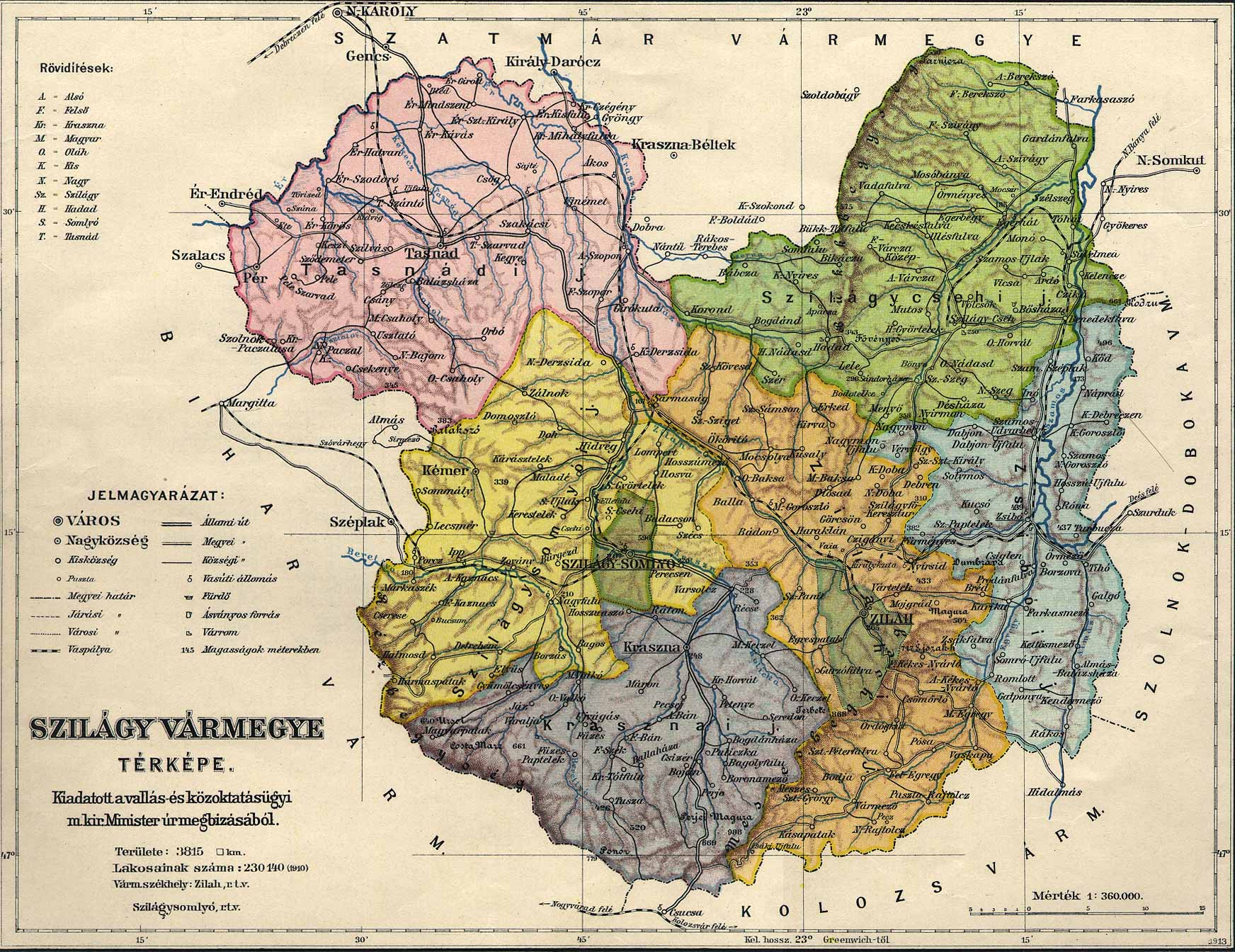
Comitatul Sălaj (maghiară Szilágy)

| Imagine indisponibilă |  | Imagine indisponibilă |
| Teatrul de operații al Regimentului 15 Infanterie, după trecerea Tisei și în perioada de ocupație a Budapestei. La stînga Comitatul Pest-Pilis-Solt-Kiskun și la dreapta Comitatul Jász-Nagykun-Szolnok |  |                       |

### Trecerea Tisei și perioada de ocupație militară română a Budapestei
La 20 iulie 1919 armata ungară a declanșat o ofensivă împotriva trupelor române aflate pe malul vestic al Tisei, astfel că la 21 iulie Marele Cartier General râmân a hotărât ca Divizia 7 Infanterie sa fie pusă  la dispoziția  Comandamentului Trupelor din Transilvania, cu scopul de a întări forțele care luptau împotriva inamicului. Unitățile diviziei au început deplasarea la 23 iulie și au sosit în zona Tisei la 30 iulie. Dat fiind că trupele maghiare fuseseră oprite la 23 iulie, iar la 24 iulie Armata României declanșase contraofensiva, Divizia 7 Infanterie a ajuns într-un moment în care victoria trupelor române era deja conturată (la 26 iulie trupele inamice fuseseră deja azvârlite peste râu).
Debarcată la Püspökladány, Divizia 7 Infanterie a intrat în compunerea Grupului general Demetrescu. Acesta a început să treacă Tisa în noaptea de 30 spre 31 iulie, aflându-se în aripa dreaptă a ofensivei. Urmărirea inamicului s-a făcut în pustă, în spațiul dintre Tisa și Dunăre. După 1 august, Divizia 7 Infanterie a intrat tot sub conducerea lui Demetrescu în compunerea flancgardei grupului de manevră de sub comanda generalului Traian Moșoiu, având misiunea de a cădea în spatele trupelor ungare care operau în sectorul de nord, pentru a le tăia retragerea spre Budapesta
Regimentul 15 infanterie a trecut Tisa pe la Átány, continuând să se deplaseze spre vest pe ruta Átány – Jászberény – Dány – Rákoscsaba – Rákoskeresztúr – Kőbánya. Intrând în Budapesta la 8 august 1919, trupele Diviziei 7 Infanterie au schimbat pe cele ale Diviziei 1 Vanatori, iar batalioanele Regimentului 15 Infanterie au fost cantonate la Rákosfalva (Batalionul 1), Újpest (Batalionul 2) și Rákospalota (Batalionul 3).
În zona Budapestei regimentul a rămas până la data de 20 octombrie 1919, aducându-și contribuția la normalizarea vieții publice, la reluarea activității economice și la aprovizionarea populației cu cele necesare.

Soldații regimentului în timpul perioadei de ocupație militară română a Budapestei
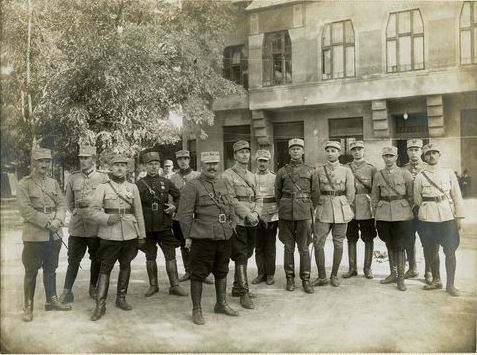
Ofițerii regimentului la Rákospalota
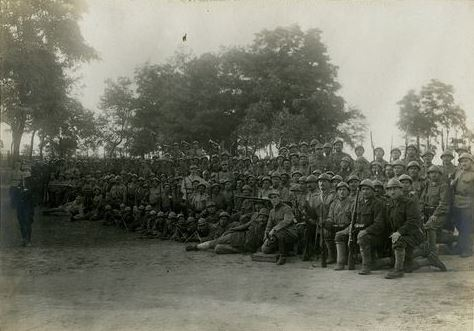
Batalionul 1 la Rákosfalva
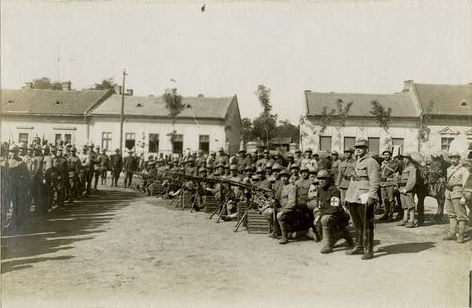
Batalionul 2 în cazarma Újpest
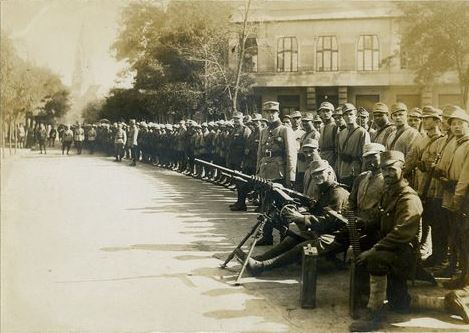
Batalionul 3 la Rákospalota
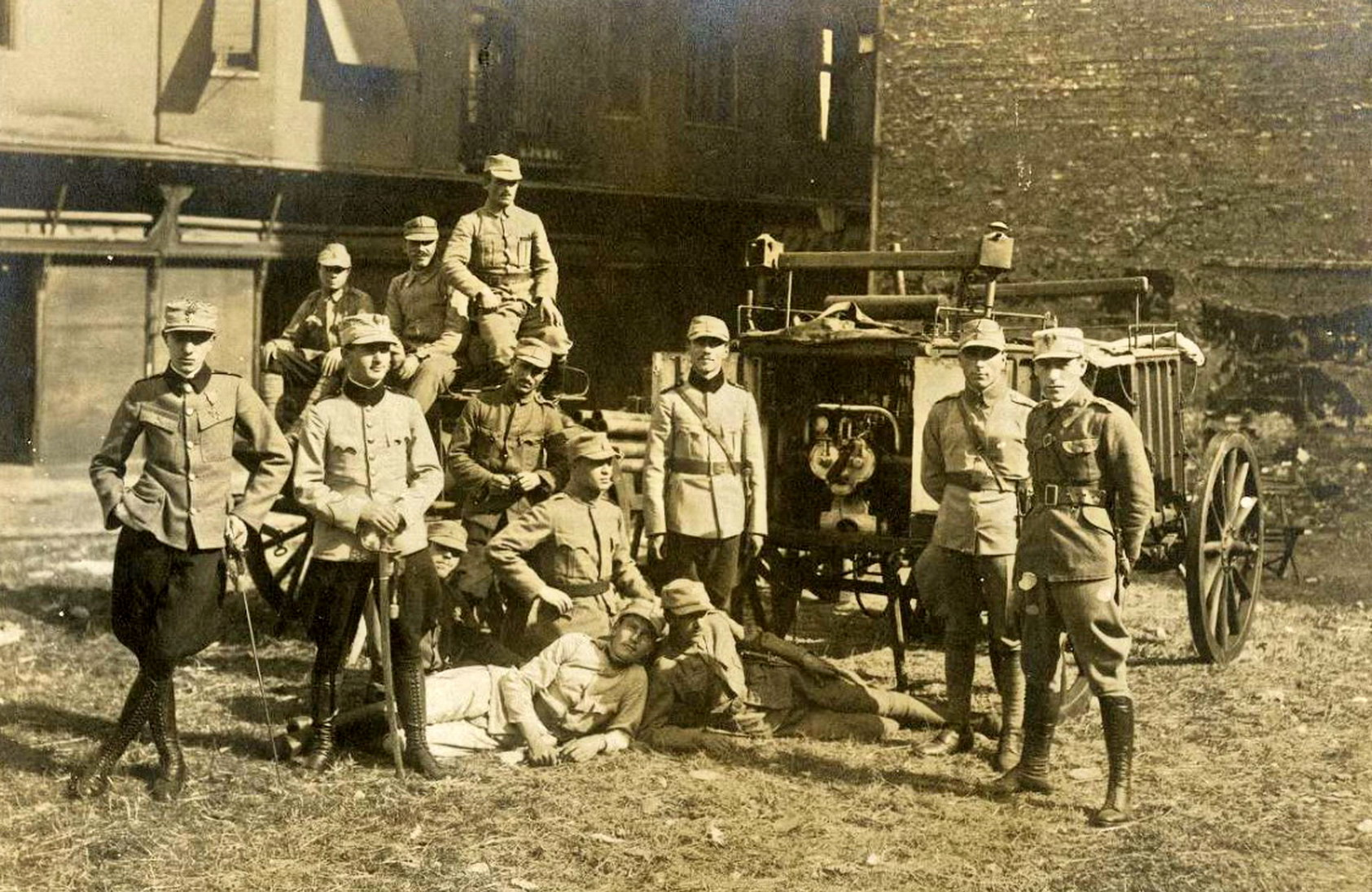
Secția telegrafie fără fir

### Revenirea în țară și demobilizarea
După ce la 9 octombrie 1919 Marele Cartier General a dispus ca trupele Diviziei 7 Infanterie să revină în Regatul României pentru a fi dislocate în Muntenia, cu scopul de a contribui la buna desfășurare a primelor alegeri generale de după Marea Unire, la data de 20 octombrie 1919 trupele regimentului au părăsit capitala Ungariei, pornind din gara Rákospalota.
Batalioanele 1 și 2 au fost dislocate la Ploiești, unde regimentul a sosit la 22 octombrie, iar Batalionul 3 la Buzău. După ce alegerile pentru Adunarea Deputaților (2-4 noiembrie) si pentru Senat (7-8 noiembrie) s-au încheiat, la 21 noiembrie 1919, Marele Cartier General a dispus ca Divizia 7 infanterie să-și deplaseze unitățile în garnizoanele de reședință. La data de 1 decembrie 1918 trupele regimentului ajuns înapoi la Piatra Neamț, fiind primite de către autoritățile locale și de către locuitorii orașului.
Trecerea unității la cadrul de pace s-a făcut treptat. Astfel, contingentele 1910-1915 au fost lăsate la vatră la 10 decembrie 1919 și respectiv la 1 februarie 1920. Demobilizarea completă s-a făcut în baza Decretului 287 din 1 aprilie 1921.

## Recunoașteri, onoruri, in memoriam
În Zalău a fost îngropat sergentul-erou Ilie Popa, căzut în lupta din gara orașului. Mormântul acestuia a fost transformat în 1920 în ziua de Sânta Maria (15 august) în „Monumentul Unității Naționale”, prin strădania avocatului Aurel Hețco.
Printre cărțile care au ca subiect regimentul se numără:
- Ante, Gheorghe; „Istoricul Regimentului No. 15 de Dorobanți”; Piatra Neamț; 1932 (reeditată în 2017).[38]
- Otu, Petre

- Regimentul 15 „Războieni” (File dintr-o istorie eroică); Ed. A92; Iași; 1996
- De o vârstă cu independența. De la Regimentul 15 „Războieni” la Brigada 15 Mecanizată „Podu Înalt”; Editura Militară; București; 2011; ISBN 978-973-32-0884-6

### Decorațiii militare
- Militari decorați cu Ordinul Militar de Război „Mihai Viteazul” (toți cu clasa a III-a).[41]:

- sublocotenentul Gheorghe Ante: 1919 – pentru meritele dovedite la Zalău în 22-25 februarie 1919)
- maiorul Dumitru Coroamă (1919 – pentru meritele dovedite în aprilie-mai 1919 la Vârșolț (maghiară Varsolc) , Lzt. Agota, Tiszafüred
- căpitanul Constantin Ionescu (1919 – pentru meritele dovedite la Zalău în 22-25 februarie 1919)

## Comandanți
În perioada operațiilor militare postbelice, regimentul a avut următorii comandanți:
- Colonel Alexandru Calmuschi, 1 iunie 1918 - 1 aprilie 1919
- Colonel Gheorghe Iordănescu, 1 aprilie 1919 - 16 noiembrie 1920

## Personalități (1914-1920)
- Sublocotenentul Gheorghe Ante, publicist[46] și poet.[38]